# Niklas Isfeldt
Niklas Isfeldt (ur. 5 stycznia 1966 w Szwecji), również znany jako Nick Night, jest wokalistą szwedzkiej grupy power metalowej Dream Evil. Wcześniej pracował jako sesyjny wokalista, uczestnicząc w nagraniach takich zespołów jak HammerFall i Throne of Chaos. Był też członkiem tajemniczego, undergroundowego zespołu Pure X. 
Niklas opuścił zespół w roku 2005, lecz wrócił parę miesięcy później.